# 伊茲島

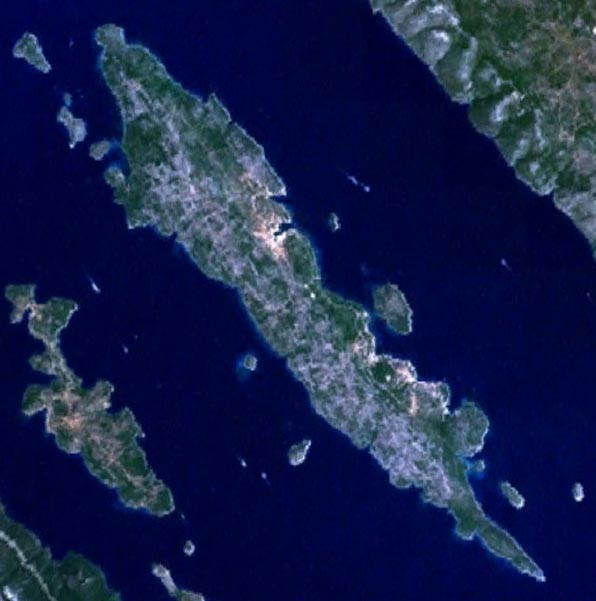

伊茲島是克羅地亞的島嶼，位於烏格連島和長島之間的亞得里亞海，由扎達爾縣負責管轄，面積17.59平方公里，海岸線長度35.222公里，最高點海拔高度168米，2001年人口557。
44°02′01″N 15°07′11″E / 44.0336°N 15.1196°E